# 242479 Marijampole
242479 Marijampole è un asteroide della fascia principale. Scoperto nel 2004, presenta un'orbita caratterizzata da un semiasse maggiore pari a 2,2492722 UA e da un'eccentricità di 0,1660815, inclinata di 6,61050° rispetto all'eclittica.